# Carcès
Carcès este o comună în departamentul Var din sud-estul Franței. În 2009 avea o populație de 3.268 de locuitori.

## Evoluția populației
| An        | 1975  | 1982  | 1990  | 1999  | 2006  | 2009  |
| --------- | ----- | ----- | ----- | ----- | ----- | ----- |
| Populație | 1.807 | 2.092 | 2.270 | 2.453 | 2.848 | 3.268 |